# Los Angeles (rzeka)
Rzeka Los Angeles (ang. Los Angeles River) – rzeka w hrabstwie Los Angeles w Kalifornii w USA. Źródła rzeki znajdują się w San Fernando Valley, Górach San Gabriel i w Górach Santa Susana. Rzeka ma 82 kilometry długości, do Oceanu Spokojnego wpada w Long Beach. Koryto rzeki w dużej części jest wybetonowane. Historyczna hiszpańska nazwa El Río de Nuestra Señora La Reina de Los Ángeles de Porciúncula odnosiła się do Matki Bożej Królowej Aniołów z Porcjunkuli.